# Sail Away
Sail Away – drugi singel z płyty Hide from the Sun fińskiego zespołu The Rasmus. Został wydany 25 października 2005 roku.

## Spis utworów
- CD-single

1. „Sail Away” – 3:48
2. „Sail Away” (Benztown Mixdown) – 5:34

- Maxi single

1. „Sail Away” – 3:48
2. „Sail Away” [acoustic]
3. „Sail Away” (Benztown Chillout Remix)
4. „Lucifer’s Angel” – 4:01

## Teledysk
Teledysk do „Sail Away” był nagrywany na plaży w Rydze 19 i 20 września 2005. Wyreżyserowali go Mathias Vielsäcker i Christoph Mangler z Berlina.

## Pozycje na listach
| Lista przebojów | Najwyższa pozycja |
| --------------- | ----------------- |
| Austria         | 53                |
| Dania           | 38                |
| Finlandia       | 2                 |
| Niemcy          | 34                |
| Włochy          | 46                |
| Szwecja         | 58                |
| Szwajcaria      | 51                |
| Portugalia      | 1                 |